# バートン・ストーン

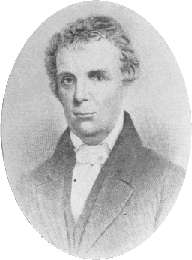
バートン・ストーン

バートン・ストーン（Barton Warren Stone、1772年12月24日 - 1844年11月9日）は、アメリカの牧師である。

## 生涯
バートン・ストーンは、19世紀初めのアメリカで起こった第二次大覚醒において、重要な指導者・牧師である。彼は当初、長老派教会にて聖職者となり、1801年にはケンタッキー州にてケーンリッジ・リバイバルを導いた。
しかしストーンは長老派教会の教理、特にウェストミンスター信仰告白に関する疑問・論争をきっかけに長老派教会から分離すると、1803年に他の4名とともにスプリングフィールド長老会を創設した。
スプリングフィールド長老会は1804年には解散されるが、その理念は存続することとなり、ストーンは彼に同調する者たちとともにクリスチャン・チャーチと呼ばれる団体を結成し、人間の意見が反映された信条よりも、聖書そのものを重要視する運動を進めた。また、ストーンに従う者たちは、自らのことを「新たなる光」であるとか、「ストーン派」と呼ぶこともあった。
クリスチャン・チャーチの規模は1830年までに約1万2千人もの規模にまで膨らんだが、1832年にはトマス・キャンベル、アレグザンダー・キャンベルやウォルター・スコットらが率いる信徒団体と合同し、ディサイプルス教会を結成することで、「聖書復帰運動」（または「バートン・キャンベル運動」とも呼ばれる）を発展させることとなった。